# Zフィナンシャル
Zフィナンシャル株式会社（英: Z Financial Corporation）は、かつて存在したソフトバンクグループ傘下の日本の金融持株会社。LINEヤフーの完全子会社であった。

## 概要
ネット銀行のPayPay銀行を傘下に持つ金融持株会社で、初代ヤフー（現・LINEヤフー）の金融部門を分社化する形で発足した。
金融持株会社であるが、銀行業以外のグループ内の主な金融事業（PayPay、PayPay証券、PayPayカードなど）は全て親会社のLINEヤフー子会社・関係会社の事業となっており、Zフィナンシャル自体は事業を統括していない。なお、LINEヤフー傘下（Zフィナンシャル傘下含む）の金融サービス関連事業は、法人名を含めて2020年秋以降「PayPay」のブランド名に統一する方針が明らかにされている。
2023年（令和5年）10月より、LINE証券とLINE CreditがZフィナンシャルの傘下とされた。

## 沿革
- 2019年（平成31年）4月25日 - 同日の取締役会で、同年10月1日付での初代ヤフーの持株会社移行と、事業部門の分割準備会社の設立を決定[4][6]。
- 2019年（令和元年）5月15日 - 金融部門の分割準備会社として、紀尾井町金融分割準備株式会社を設立。
- 2019年（令和元年）10月1日 - 初代ヤフーの金融部門を吸収のうえ、旧社名の紀尾井町金融分割準備からZフィナンシャル株式会社に変更[2][3][4]。
- 2020年（令和2年）7月31日 - Zホールディングス傘下（Zフィナンシャル傘下含む）の金融事業のブランド名を「PayPay」に統一することを発表[5]。
- 2021年（令和3年）4月5日 - 傘下のジャパンネット銀行が、PayPay銀行に商号変更。
- 2023年（令和5年）10月1日 - LINE Financialから、LINE証券とLINE Creditの全株式をそれぞれ取得。
- 2025年（令和7年）4月11日 - PayPay銀行の保有分全株式を、PayPayに譲渡[7][8][9]。
- 2025年（令和7年）8月1日 - LINEヤフーに吸収合併され、解散[10]。

## 子会社
- PayPayアセットマネジメント
- PayPay保険サービス
- LINE証券
- LINE Credit
- ブレインセル - データ分析、デジタルマーケティングなど（銀行法上の銀行業高度化等会社）。三井住友フィナンシャルグループとの合弁[11]。

### 関係する企業
- LINE Financial